# Robert Cabana
Robert Donald Cabana (Minneapolis, 23 de janeiro de 1949) é um ex-astronauta dos Estados Unidos, veterano de quatro missões ao espaço.

## Carreira militar
Formado em Matemática pela Academia Naval dos Estados Unidos em 1971, Cabana fez o curso básico do Corpo de Fuzileiros Navais dos Estados Unidos e completou treinamento de oficial-aviador naval na estação aeronaval de Pensacola, na Flórida, em 1972, servindo como navegador e bombardeador em caça-bombardeiros da marinha nos Estados Unidos e no Japão, até se qualificar como piloto de testes em 1981.
Completou um total de sete mil horas de voo em sua carreira de aviador militar em diferentes aeronaves, como o McDonnell Douglas A-4 Skyhawk e o A-6 Intruder.

## Carreira espacial
Cabana entrou para a NASA em 1985, completando o treinamento básico para astronautas em julho de 1986, quando se qualificou como piloto para futuras missões do ônibus espacial, e serviu dois anos no Centro Espacial Lyndon B. Johnson como subchefe de operações de aeronaves. Dos anos 1980 em diante, ele exerceu diversas atividades e cargos técnicas na Agência entre suas missões ao espaço, incluindo a representação da agência espacial americana junto à Agência Espacial Russa.
Em 6 de outubro de 1990 ele foi pela primeira vez ao espaço como piloto da missão STS-41 Discovery, que colocou a sonda interplanetária Ulysses em sua rota de quatro anos e meio para Júpiter, investigou o efeito da microgravidade nas plantas e estudou a radiação no espaço. Dois anos depois, voltou à órbita novamente na Discovery, na missão STS-53 que colocou em órbita carga secreta do Departamento de Defesa dos Estados Unidos e fez várias experiências de cunho militar no espaço.
Em julho de 1994 participou de sua terceira missão, comandando a STS-65 Columbia, que realizou 82 experiências, de quinze países e seis agências espaciais diferentes de todo o mundo, no laboratório Spacelab transportado no compartimento de carga. Sua última missão espacial foi a primeira da Estação Espacial Internacional, em dezembro de 1998. A STS-88 Endeavour fez a ligação em órbita entre os módulos Unity norte-americano, levado ao espaço na nave, com o módulo russo Zarya, colocado em órbita dias antes por um foguete russo, dando início à primeira estrutura fixa do que será a ISS, além de colocar em órbita com sucesso o primeiro satélite artificial da Argentina. 
Após esta última missão, que deu a Cabana o total de 1010 horas passadas no espaço, ele se aposentou do serviço ativo de astronauta e passou a exercer funções técnicas e administrativas em cargos de direção na NASA.